# 山内清子
山内 清子（やまのうち きよこ、1931年3月24日 - 2000年）は、日本の翻訳家。
北欧児童文学、絵本などの翻訳をおこなった。

## 略歴
東京府生まれ。東京教育大学言語学科卒業。

## 翻訳
- 『ハッケバッケのゆかいな動物』（エイナー、偕成社、世界の幼年どうわ） 1968
- 『モーモまきばのおきゃくさま』（マリー・ホール・エッツ、偕成社、世界の新しい絵本） 1969
- 『こうさぎのぼうけん』（カーラ・ハンセン、学習研究社、新しい世界の幼年童話） 1970
- 『わんぱくペップス大てがら』（エリカ・リレグ、偕成社、世界の子どもの本） 1970
- 『早春』（ハルディス・M・ヴェーソース、学習研究社、ジュニア世界の文学） 1971
- 『世界のおどけ話』（偕成社、少年少女類別民話と伝説） 1973
- 「げんしじんヘーデンホス」シリーズ 1 - 8（バツティル・アルムクビスト、徳間書店） 1974
  1. 『げんしじんヘーデンホスのおやこ』
  2. 『げんしじんヘーデンホス エジプトりょこう』
  3. 『げんしじんヘーデンホス スポーツたいかい』
  4. 『げんしじんヘーデンホス バナナボート』
  5. 『げんしじんヘーデンホス アメリカりょこう』
  6. 『げんしじんヘーデンホス うちゅうりょこう』
  7. 『げんしじんヘーデンホス マジョルカりょこう』
  8. 『げんしじんヘーデンホス イギリスりょこう』
- 『つきのぼうや』（イブ・スパング・オルセン、福音館書店） 1975
- 『あたし、ねむれないの』（カイ＝ベックマン、偕成社、ベックマンの絵本） 1977.4
- 『ぴちぴちカイサとクリスマスのひみつ』（リンドグレーン、偕成社） 1977.12
- 『ふしぎなバイオリン ノルウェー昔話』（小学館、世界のメルヘン絵本） 1978.10
- 『わたしたちのトビアス』（セシリア＝スベドベリ編、偕成社） 1978.9
- 『はしれちいさいきかんしゃ』（イブ・スパング・オルセン、福音館書店、世界傑作絵本シリーズ） 1979.6
- 『トムテ』（ヴィクトール＝リードベリ、偕成社） 1979.11
- 『きたかぜのおくりもの』（アスビョーンセン、世界文化社、ワンダー名作ランド） 1980
- 『おやすみアルフォンス!』（グニッラ＝ベリィストロム、偕成社、アルフォンスのえほん） 1981.2
- 『きつねとトムテ』（カール・エリック＝フォーシュルンド、偕成社） 1981.4
- 『北欧童話 空にうかぶ金の城』（アストリッド=リンドグレンほか、渡部翠共訳、講談社、世界のメルヘン） 1981.7
- 『アルフォンスのヘリコプター』（グニッラ＝ベリィストロム、偕成社、アルフォンスのえほん） 1981.12
- 『パパ、ちょっとまって!』（グニッラ＝ベリィストロム、偕成社、アルフォンスのえほん） 1981.7
- 『なんてこったい ノルウェーみんわより』（福武書店） 1982.9
- 『ひみつのともだちモルガン』（グニッラ＝ベリィストロム、偕成社、アルフォンスのえほん） 1982.9
- 『日なたが丘の少女』（ビョルンソン、小学館、フラワーブックス） 1983.5
- 『やかましむらのこどもの日』（アストリッド＝リンドグレーン、偕成社） 1983.7
- 『ころころパンケーキ ノルウェー民話』（アスビヨルンセン, モー、偕成社） 1983.12
- 『5ひきのトロル』（ハルフダン・ラスムッセン、ほるぷ出版） 1984.10
- 『ペンギンピングのたび』（ライフ・エリクソン、佑学社） 1988.3
- 『さよなら、ルーネ』（マーリット・カルホール、福武書店） 1989.1
- 『リーベとおばあちゃん』（ヨー・テンフィヨール、福音館書店） 1989.1
- 『鳥と少年』（アーリン・ペダーセン、佑学社） 1989.3
- 『マーヤのやさいばたけ』（レーナ・アンダーソン、佑学社） 1989.5
- 『きよしこの夜』（アイヴィン・シェイエ、福武書店） 1989.10
- 『フィンランド・ノルウェーのむかし話 森の神タピオ / ほか』（坂井玲子共訳、偕成社） 1990.4
- 『ゆきとトナカイのうた』（ボディル・ハグブリンク、福武書店） 1990.11
- 『10までかぞえられるこやぎ』（アルフ・プリョイセン、福音館書店） 1991.7
- 『ふぶきにあった日』（トルヴァール・スンド、福武書店） 1992.2
- 『森からのプレゼント』（ヨー・テンフィヨール、偕成社） 1992.11
- 『女トロルと8人の子どもたち アイスランドの巨石ばなし』（グズルン・ヘルガドッティル、偕成社） 1993.12
- 『エレベーターで4階へ』（マリア＝グリーペ、講談社） 1995.7
- 『うちへ帰れなくなったパパ』（ラグンヒルド・ニルスツン、徳間書店） 1995.9
- 『スクルッル谷のニッセ』（オーヴェ・ロスバック、金の星社） 1996.11
- 『カードミステリー 失われた魔法の島』（ヨースタイン・ゴルデル、徳間書店） 1996.3
- 『マーヤのやさいばたけ』（レーナ・アンダション、冨山房） 1996年3
- 『自分の部屋があったら』（マリア・グリーペ、講談社、世界の子どもライブラリー） 1997.2
- 『ちいさなミリーとにじ』（トルヴァル・ステーン、岩波書店） 1997.10
- 『ちいさなミリーととり』（トルヴァル・ステーン、岩波書店） 1997.10
- 『ちいさなミリーとイルカ』（トルヴァル・ステーン、岩波書店） 1997.11
- 『それぞれの世界へ』（マリア・グリーペ、講談社、世界の子どもライブラリー） 1998.2
- 『ブッレブッセとまほうのもり』（シールス・グラネール、徳間書店） 1998.8
- 『モッテン11才、死の床からの手紙』（シーモン・フレム・デーヴォル、青山出版社） 2000.10
- 『トロルのなみだ』（リン・ストッケ、偕成社） 2001.6

## 参考サイト
- http://bookweb.kinokuniya.co.jp/htm/4032261202.html